# Tourville
| Municipalité de Tourville        |                       |
|                                  |                       |
| Coordenadas: 47°06' N 69°59'W    |                       |
| Província                        | Quebec                |
| Região administrativa            | Chaudière-Appalaches  |
| Incorporado em                   | 30 de julho 1904      |
| Prefeito                         | Clément Bernier       |
|                                  |                       |
| Área                             |                       |
| - Cidade                         | 161,5 km², 62,4 mi²   |
| Fuso horário                     | UTC -5                |
| População (2006)                 |                       |
| - Cidade                         | 698                   |
| - Densidade                      | 4 hab/km², 11 hab/mi² |
| Website: www.muntourville.qc.ca/ |                       |

Tourville é um município canadense do Regionalidade Municipal de L'Islet, Quebec, localizado na região administrativa de Chaudière-Appalaches. Em sua área de pouco mais de cento e sessenta e um quilómetros quadrados, habitam cerca de seiscentas pessoas. 